# Thieux (Oise)
Thieux è un comune francese di 429 abitanti situato nel dipartimento dell'Oise della regione dell'Alta Francia.

## Società

### Evoluzione demografica
Abitanti censiti